# Coleophora bassii
Coleophora bassii é uma espécie de mariposa do gênero Coleophora pertencente à família Coleophoridae.